# Московски (Таджикистан)
Московски (на таджикски: Маскав) е град в Таджикистан, административен център на Хамадански район, Хатлонска област. Населението на града през 2016 година е 22 800 души (по приблизителна оценка).

## История
Селището е основано през 1950 година, през 1965 година получава статут на град.

## Население
| Година | Население |
| ------ | --------- |
| 1989   | 16 756    |
| 2007   | 20 700    |
| 2010   | 21 264    |
| 2016   | 22 800    |